# Викторов, Алексей Сергеевич
Алексей Сергеевич Викторов (род. 1951) — советский географ, заведующий лабораторией дистанционного мониторинга геологической среды и заместитель директора по научной работе института геоэкологии РАН имени Е. М. Сергеева, лауреат премии имени А. А. Григорьева (2006).

## Биография
Родился 1 февраля 1951 года.
В 1973 году — с красным дипломом окончил географический факультет МГУ по специальности «физическая география».
Начал работать в 1976 году в лаборатории аэрокосмических методов Всесоюзного НИИ гидрогеологии и инженерной геологии (ВСЕГИНГЕО), после окончания аспирантуры. Во ВСЕГИНГЕО занимался разработкой теории и практики использования дистанционных методов в гидрогеологических и инженерно-геологических исследованиях.
В 1976 году — защитил кандидатскую диссертацию, тема: «Ландшафтно-структурный анализ аэро- и космических снимков в целях геологического дешифрирования (на примере аридных территорий)».
В 1988 году — защитил докторскую диссертацию, тема: «Ландшафтный рисунок северных пустынь».
В 1992 году — перешёл на работу в институт геоэкологии имени Е. М. Сергеева РАН, где с 1996 года работал заведующим лабораторией дистанционного мониторинга геологической среды, с 2006 года — заместитель директора по научной работе, с 2021 по настоящее время — заведующий лабораторией дистанционного мониторинга геологической среды.

## Научная и общественная деятельность
Исследования сосредоточены на разработке математических моделей морфологических структур, созданных экзогенными геологическими процессами различных генетических типов приведшие к появлению нового направления в ландшафтоведении, математической морфологии ландшафта.
Ведет работы по развитию теории и методов индикационного дешифрирования материалов аэро- и космической съемки для целей инженерной геологии, гидрогеологии и геоэкологии.
Проведены большие региональные исследования аридных территорий.
Совместно с коллективом специалистов участвовал в разработке рационального геоинформационного комплекса для ведения комплексного мониторинга природной среды. Разработки были апробированы при создании и реализации проектов систем мониторинга геологической среды в зоне крупных сооружений — газотранспортной системы «Голубой поток», Северо-Европейского газопровода, мегапроекта Ямал, горно-обогатительного комбината месторождения алмазов им. М. В. Ломоносова, системы мониторинга опасных геологических процессов и подземных вод мегаполиса Москва, магистрального нефтепровода ВСТО.
Член диссертационных советов географического факультета МГУ, факультета географии и геоэкологии СПбГУ и Института геоэкологии РАН.
Член редколлегий научных журналов «Геоморфология», «Геоэкология. Инженерная геология. Гидрогеология. Геокриология», «Исследования Земли из космоса», «Криосфера Земли» член Ученого Совета Русского Географического общества.
Выступал экспертом в ряде важнейших государственных экологических экспертиз — нефтепровода «Восточная Сибирь — Тихий Океан», проектов «Сахалин-I» и «Сахалин-II», газопровода «Голубой поток» и других.

## Основные научные труды
- Анализ и индикационная интерпретация ландшафтной структуры территории для целей инженерной геологии и гидрогеологии, М.:ВИЭМС, 1979
- Аэрокосмические методы поисков подземных вод, М.: Недра, 1985 (в соавторстве с А. В. Садовым, М. И. Бурлешиным)
- Аэроландшафтно-индикационные методы при региональных инженерно-геологических. исследованиях, М.: Недра, 1981 (коллектив авторов)
- Рисунок ландшафта, М,: Мысль, 1986
- Математическая морфология ландшафта, М.: Тратек, 1998
- Мониторинг природных опасностей. Глава 4 в кн. Природные опасности России, т.1. Природные опасности и общество, М., 2002 (в соавторстве с А. И. Шеко)
- Основные проблемы математической морфологии ландшафта М.: Наука, 2006
- Risk Assessment Based on the Mathematical Model of Diffuse Exogenous Geological Processes, Mathematical Geology, Volume 39, Number 8, 2007
- Применение методов математической морфологии ландшафта для оценки риска поражения линейных инженерных сооружений опасными экзогенными геологическими процессами, Геоэкология. 2011, № 2 (в соавторстве с В. Н. Капраловой)
- Математическая морфология ландшафтов криолитозоны, М., РУДН, 2016 (в соавторстве с Капралова В. Н., Орлов Т. В., Трапезникова О. Н., Архипова М. В., Березин П. В., Зверев А. В., Садков С. А., Панченко Е. Г.)

## Награды
- Государственная премия Российской Федерации (в составе группы учёных, за 1996 год) — за цикл работ «Комплексное аэрокосмическое зондирование при создании и эксплуатации геотехнических систем»
- Премия Правительства Российской Федерации в области науки и техники (в составе группы, за 2003 год) — за разработку и внедрение методов и технологий аэрокосмического мониторинга природной среды
- Национальная экологическая премия (2004)
- Премия имени А. А. Григорьева (2006) — за монографию «Основные проблемы математической морфологии ландшафта»